# Discografia Elisabetei Pavel
Discografia cântăreței Elisabeta Pavel cuprinde discuri de gramofon, viniluri, benzi de magnetofon, ce conțin înregistrări efectuate în România la casa de discuri Electrecord, la Societatea Română de Radiodifuziune și la Institutul de Etnografie și Folclor „Constantin Brăiloiu”. 

## Discuri Electrecord
| An   | Număr de catalog                | Format                    | Piese | Acompaniament |
| 1956 | EPA 2078                        | shellac, 25 cm, 78 RPM    | Fata bănățeană | O.M.P.R., dirijor Victor Predescu |
| 1968 | EPC 10.022                      | vinil, 17 cm, 33⅓ RPM     | 1. De când sunt tot așa-m fost 2. Mers-o badea la Tinca 3. Joc din Bihor 4. Bună dimineață, nană 5. Când îmi zice mândra june | O.M.P.RTV., dirijor George Vancu |
| 1982 | EPE 02093 Tragănă nană, tragănă | vinil, LP, 30 cm, 33⅓ RPM | 1 Joc din Vașcău 2. Tragănă nană tragănă 3. Joc din Micșa 4. Amândoi să ne dăm mâna 5. Joc pe picior din Cărănjel 6. De când sunt tot așa-m fost 7. Joc din Tinca 8. Joc din Bihor 9. Mers-o badea la Tinca 10. Măi bădiță buze moi 11. Joc din Sibuia 12. Vină bade de mă fură 13. Pi-acem să joc pe-aci 14. Luncan din Suncuiuș 15. Bună dimineața, nană 16. Polcă bătrânească | Orchestra populară a Filarmonicii din Oradea, dirijor George Mițin Vărieșescu (1, 3, 5, 7, 8, 12, 15), O.M.P.RTV., dirijor George Vancu (2, 4, 6, 9-11, 13, 14, 16) |

## Resurse bibliografice
- Catalogul general, Electrecord, București, 1958
- Catalog de discuri. Electrecord, Electrecord, Ediția IV, București, 1968
- Radio România